# Dietlikon
Dietlikon (schweizerdeutsch: Dietlike) ist eine politische Gemeinde im Bezirk Bülach des Kantons Zürich in der Schweiz. Sie ist nicht zu verwechseln mit der fast gleichlautenden zürcherischen Gemeinde Dietikon im gleichnamigen Bezirk westlich der Stadt Zürich.

## Wappen
Blasonierung:
In Blau ein goldener sechszackiger Stern

## Geographie

### Ortsgliederung
Dietlikon ist durch die Strasse Schwamendingen–Effretikon (Winterthurerstrasse / Zürcherstrasse) und die 1855 eröffnete NOB-Stammstrecke Oerlikon–Winterthur in drei Teile gespalten. Im nördlichen Teil liegt der idyllische Dorfkern mit vielen Grünflächen, der mittlere Teil weist eine ähnliche Charakteristik mit einem Rest Industrie im Westen auf, im südlichen Teil befindet sich das Industriequartier, das noch ein weiteres Mal von der Autobahn durchschnitten wird.
Die Nachbargemeinden sind von Westen aus im Uhrzeigersinn Wallisellen, Kloten und Bassersdorf im Bezirk Bülach sowie Wangen-Brüttisellen und Dübendorf im Bezirk Uster.

## Geschichte

Historisches Luftbild von Walter Mittelholzer, 1923

Dietlikon war früher eine alemannische Siedlung. Als Gründer gilt der damalige Sippenführer Dietilo (andere Schreibweisen: Dietelo, Dieto), übersetzt «Sohn des Volkes». Im Jahre 1124 erscheint der Name erstmals als «Dietlinchoven».

## Bevölkerung
| Jahr | Einwohner |
| ---- | --------- |
| 1467 | 115       |
| 1634 | 137       |
| 1771 | 482       |
| 1850 | 445       |
| 1900 | 565       |
| 1950 | 1205      |
| 2000 | 6106      |
| 2005 | 6799      |
| 2010 | 7053      |
| 2015 | 7605      |
| 2020 | 7867      |
| 2023 | 8036      |
| 2024 | 8001      |

Dietlikon hat 8001 Einwohner (Stand 31. Dezember 2024), drei Schulen und vier Kindergärten.

## Politik
Gemeindepräsidentin ist Edith Zuber (SVP, Stand 2025). Zudem haben die FDP, die SP, die glp und die Bürgerliche Vereinigung Dietlikon (BVD) einen Sitz. Präsident der RGPK ist Beat Lüönd.
Bei der Nationalratswahl 2019 erreichten die Parteien folgende Wähleranteile: SVP 28,64 %, SP 17,89 %, glp 16,19 %, FDP 14,86 %, Grüne 8,57 %, CVP 4,36 %, EVP 2,81 %, BDP 2,73 %, EDU 1,73 %,  AL 0,98 % und andere (7) 1,22 %.
Die Wähleranteile bei der Nationalratswahl 2023: SVP 30,27 % (+1,63 %), SP 16,64 % (−1,25 %), glp 14,75 % (−1,44 %), FDP 12,82 % (−2,04 %), Die Mitte 9,83 % (+2,73 %), Grüne 6,83 % (−1,74 %), EDU 2,49 % (+0,76 %), EVP 2,23 % (−0,59 %), Aufrecht Zürich 1,39 %, andere (11) 2,76 %.

## Wirtschaft
Im Industriequartier haben sich zahlreiche Grossverteiler und Fachmärkte angesiedelt: IKEA, Lipo, Livique/Lumimart, Coop Megastore, Otto’s, Decathlon, Jumbo, MagicX, Dosenbach-Ochsner, Media Markt, der grösste Qualipet und das grösste Multiplex-Kino Pathé des Kantons Zürich.

## Verkehr
Dietlikon ist mit öffentlichen Verkehrsmitteln gut erschlossen.

### Eisenbahn

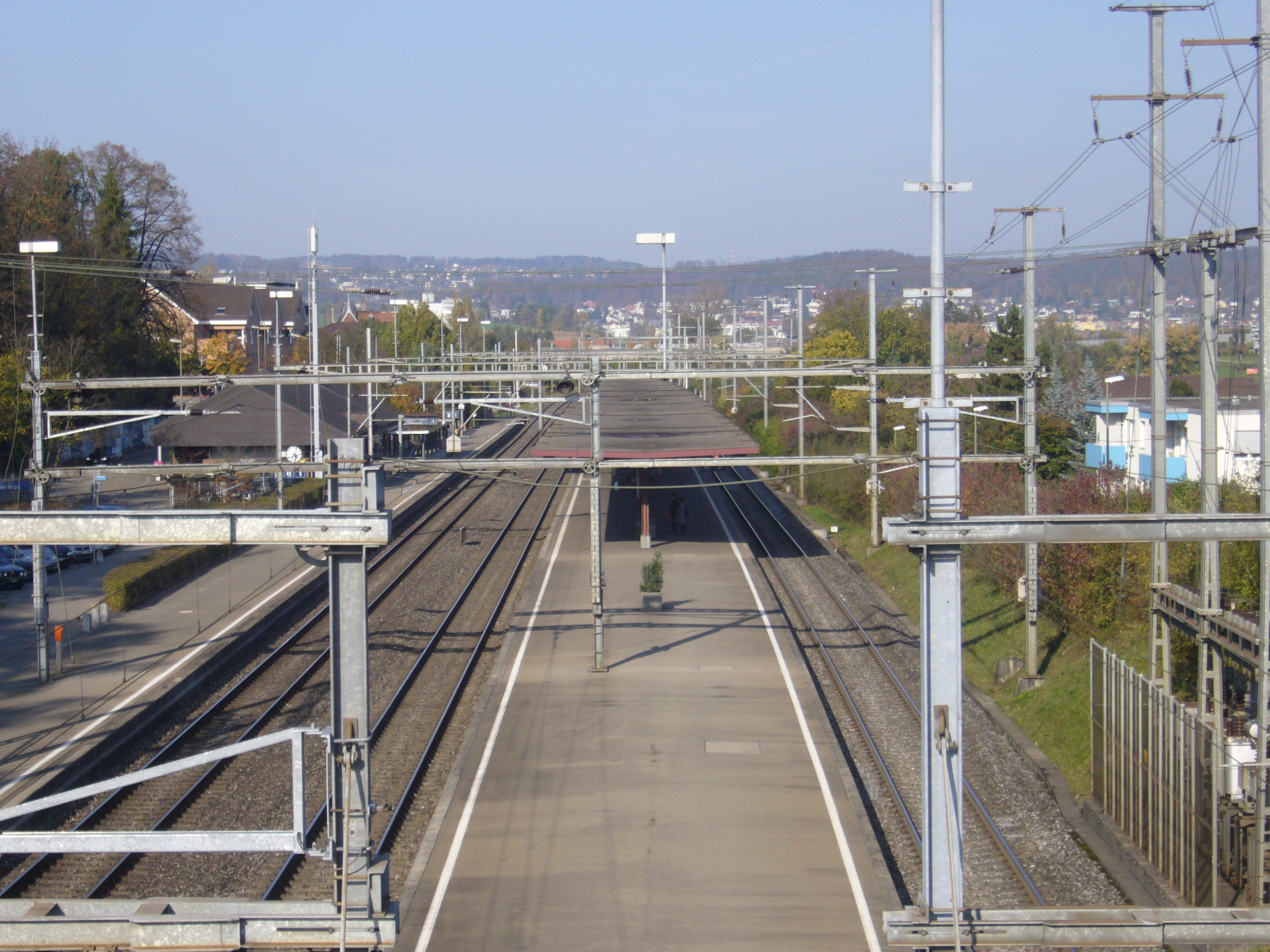
Bahnhof Dietlikon

Die S3, S8 und S19 der Zürcher S-Bahn fahren von Zürich Hauptbahnhof zum Bahnhof Dietlikon, direkt im Dorfzentrum.
Es gibt direkte Verbindungen nach Winterthur via Effretikon, nach Wetzikon via Pfäffikon und nach Zürich HB via Oerlikon oder Stadelhofen und weiter nach Bülach (in der Hauptverkehrszeit). Es gibt keine direkten Verbindungen zum Flughafen Zürich oder nach Aarau sowie Rapperswil.
- S 3 (Bülach –) Hardbrücke – Zürich HB – Effretikon – Wetzikon
- S 8 Winterthur – Wallisellen – Zürich HB – Thalwil – Pfäffikon SZ
- S 19 (Koblenz – Baden –) Dietikon – Zürich HB – Wallisellen – Effretikon (– Pfäffikon ZH)

Zudem verkehren im Nachtnetz am Wochenende folgende Linien:
- SN1 Aarau – Wildegg – Brugg – Dietikon – Zürich HB – Stettbach – Winterthur
- SN6 Würenlos – Regensdorf-Watt – Zürich HB – Stettbach – Winterthur
- SN8 Pfäffikon ZH – Wallisellen – Zürich HB – Thalwil – Lachen
- SN11 Olten – Aarau – Mellingen Heitersberg – Dietikon – Zürich HB – Stettbach – Winterthur

#### Zukunft
Zusammen mit dem Bau des Brüttener Tunnels ist geplant, den Bahnhof Dietlikon komplett umzubauen. Statt drei Gleisen soll der neue Bahnhof über vier Gleise mit zwei Mittelperrons verfügen.
Zudem plant das ASTRA danach ab ca. 2030 den Glattal-Autobahntunnel als Abkürzung zwischen dem heutigen Autobahnrastplatz Baltenswil nach Glattbrugg, mitten durch das Grundwasser-Schutz- und -Quellgebiet, um die heutige Strecke via Wallisellen und Fernheizwerk zu entlasten.

### Bus
Zwei Buslinien dienen tagsüber der Erschliessung des Industriegebiets und werden durch Bau- und Bewilligungsauflagen von einzelnen Fachmärkten subventioniert. Abends und sonntags stellt ein Bus auf Kosten des Pathé-Kinos die Verbindung mit dem Bahnhof Dübendorf sicher. Eine weitere Buslinie führt zum Flughafen Zürich-Kloten.

### Strasse
Mit dem Auto erreicht man das Dorf von Zürich aus über die Autobahn A1/A4 und die Hauptstrasse 1. Der Flughafen Zürich-Kloten ist etwa 6 Kilometer entfernt und mit dem Auto ebenfalls in ca. 7 bis 8 Minuten erreichbar.

## Sport

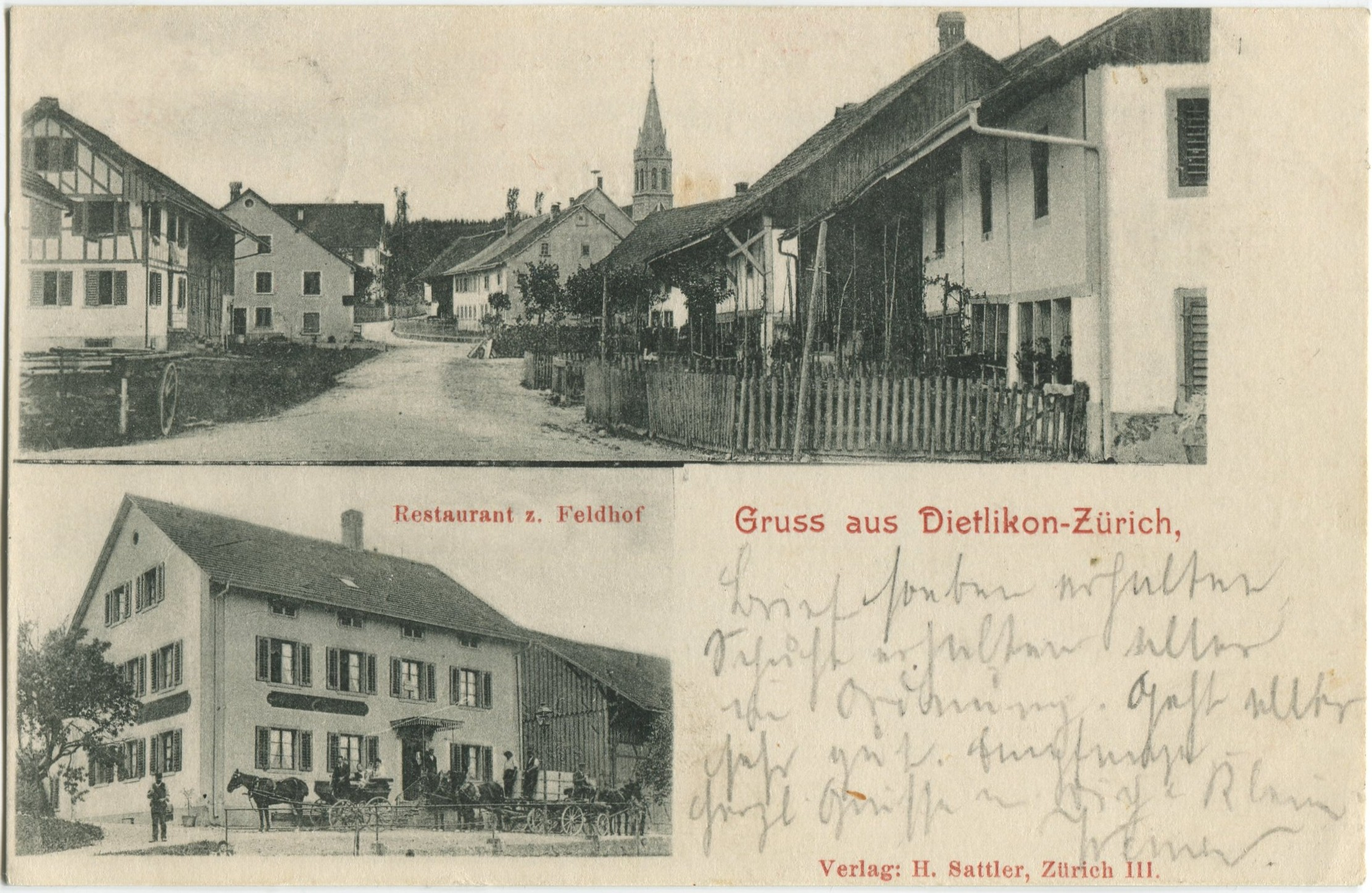
Blick auf Dorfstrasse Dietlikon von Bahnhofstrasse aus. Rechts heute das Schulhaus Dorf. Restaurant Feldhof stand dort wo heute das Restaurant Bahnhof steht. Poststempel 12.09.1902

Die Damen des Unihockey-Clubs Dietlikon gewannen 2006 sowohl die Meisterschaft als auch den Cup. Sieben Spielerinnen vom UHC Dietlikon wurden 2005 Weltmeister im Damen-Unihockey. Der Europacup und der Schweizer Meistertitel konnten in der Saison 2006/2007 gewonnen werden. In der Saison 2007/2008 wurde der UHC Dietlikon sowohl Europacupsieger wie Schweizer Meister und Cupsieger.

Der Turnverein Dietlikon steht sowohl kantonal als auch national als erfolgreicher Club da.

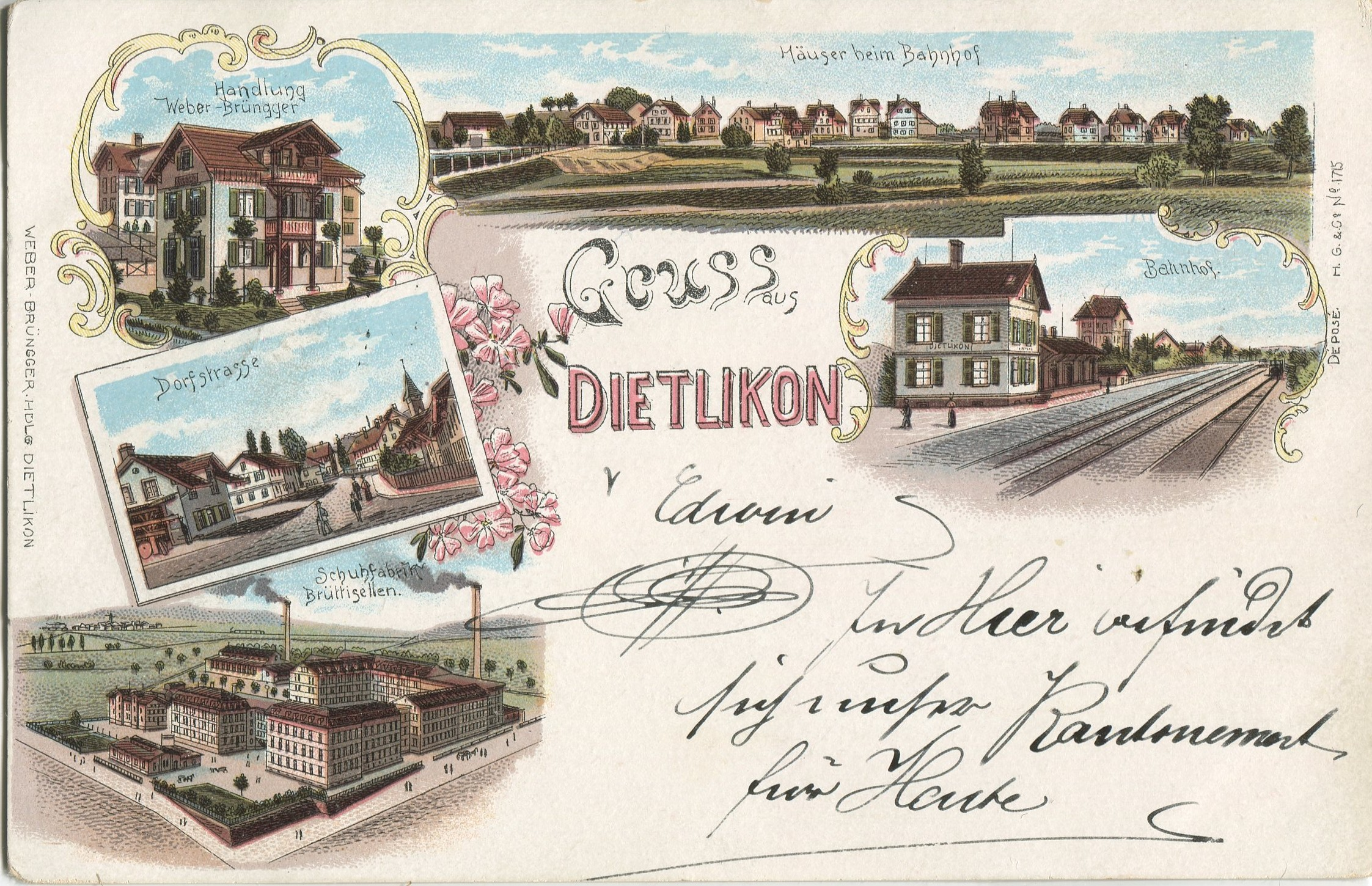
Gruss aus Dietlikon um 1900, Blick auf Bahnhof, Faisswiesen, Chaletweg, Poststempel 13.11.1900

## Sehenswürdigkeiten
Das unter Denkmalschutz stehende Reformierte Kirchgemeindehaus aus dem Jahr 1777 in der Dorfstrasse 13 wurde 1978 umfassend restauriert, ebenso das ehemalige Schulhaus aus dem Jahr 1716.

## Persönlichkeiten
- Gianni D’Amato (* 1963), Professor für Migration und Bürgerschaftsstudien[13]
- Joy Frempong (* 1978), Vokalkünstlerin und Elektronik-Musikerin
- Esther Gisler Fischer (* 1968), Theologin und Ethnologin
- Gerhard Müller (1915–1985), Skiliftpionier, Erfinder des Aerobus
- Celestino Piatti (1922–2007), Schweizer Grafiker, Maler und Buchgestalter
- Ernst Winkler (1907–1987), Geograph

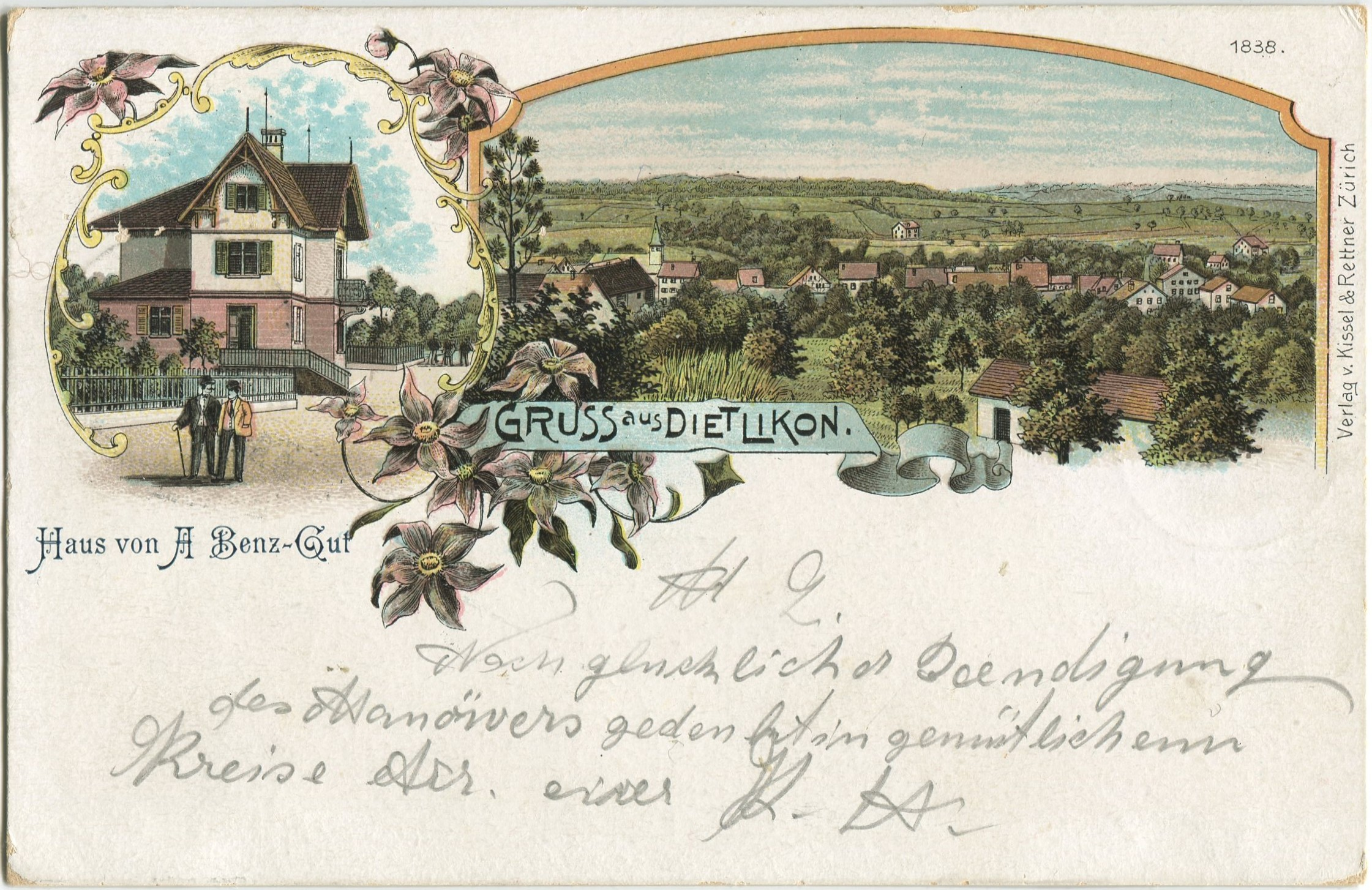
Gruss aus Dietlikon um 1900 mit Blick vom Sonnenbühl und auf Bahnhofstrasse 61, Postkartenstempel 19.09.1900

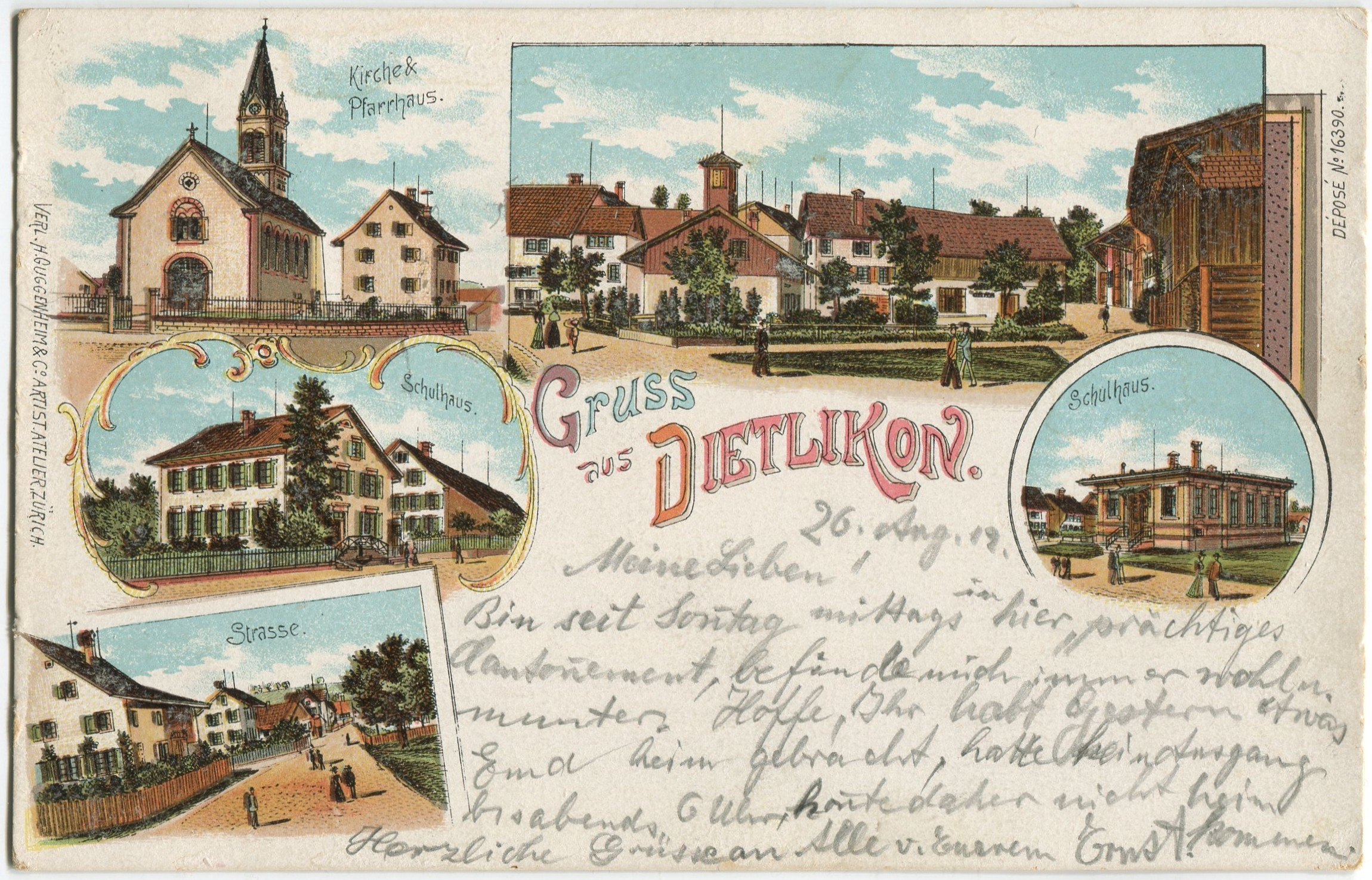
Gruss aus Dietlikon um 1900, Blick auf reformierte Kirche und Kirchgemeindehaus, Blick auf den Dorfplatz mit Spritzenhaus vom kyburgerweg aus, altes Schulhaus am Dorfplatz (Heute Trakt 2 Schulhaus Dorf), Altes Schul- und Gemeindehaus Loorenstrasse 1 mit Bauernhaus Loorenstrasse 3 im Hintergrund, Postkarte Stempel 29.11.1902

## Weblinks

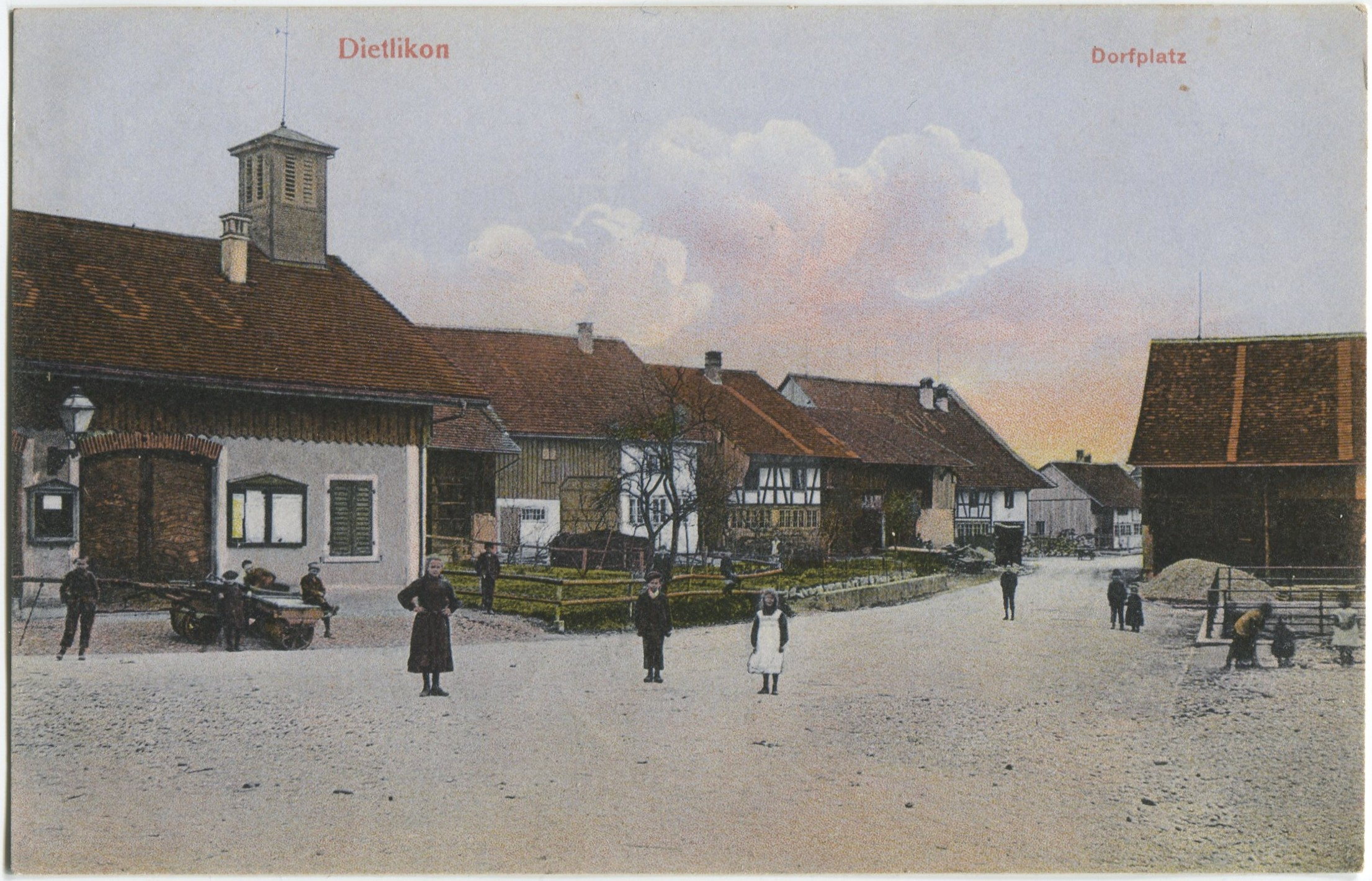
Blick vom Dorfplatz Richtung Bahnhofstrasse, im linken Bildrand ist das alte Spritzenhaus ersichtlich, Stempel Postkarte 10.07.1913

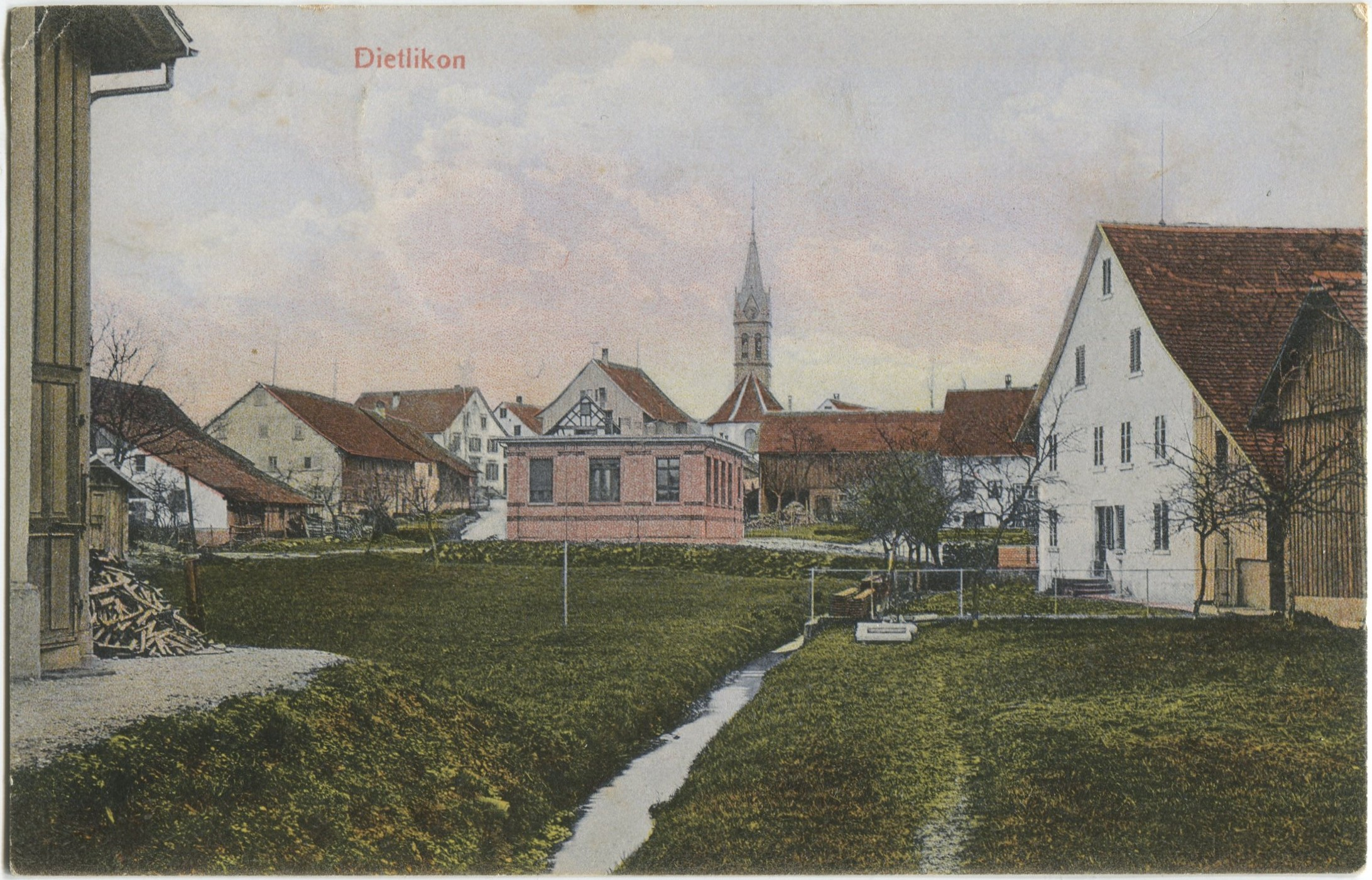
Blick auf altes Schulhaus, Sennhüttenbach und rechts Bauernhaus Hinterbundstrasse 3, Postkarte Stempel 07.10.1910

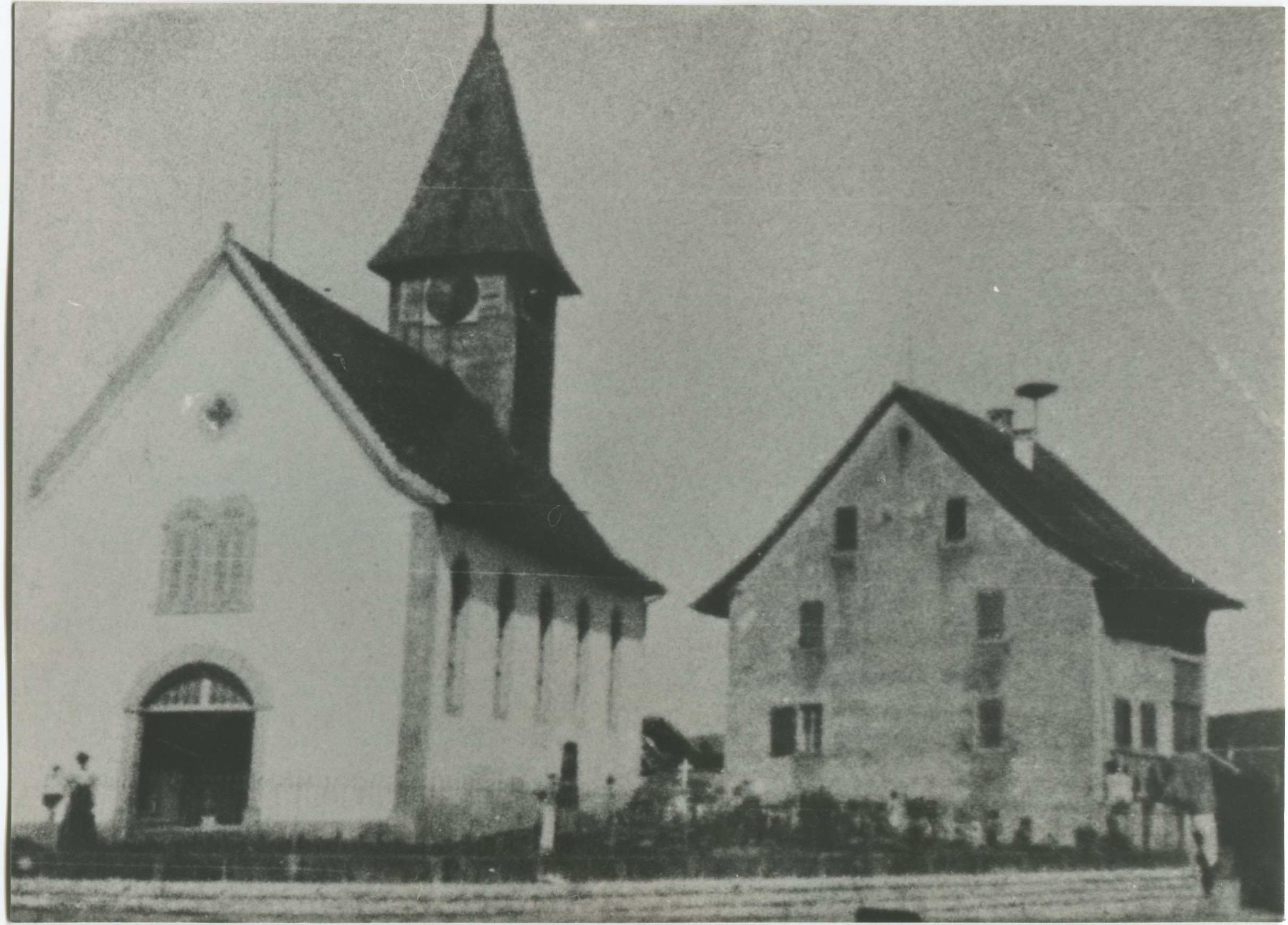
Reformierte Kirche Dietlikon vor der Renovation 1900

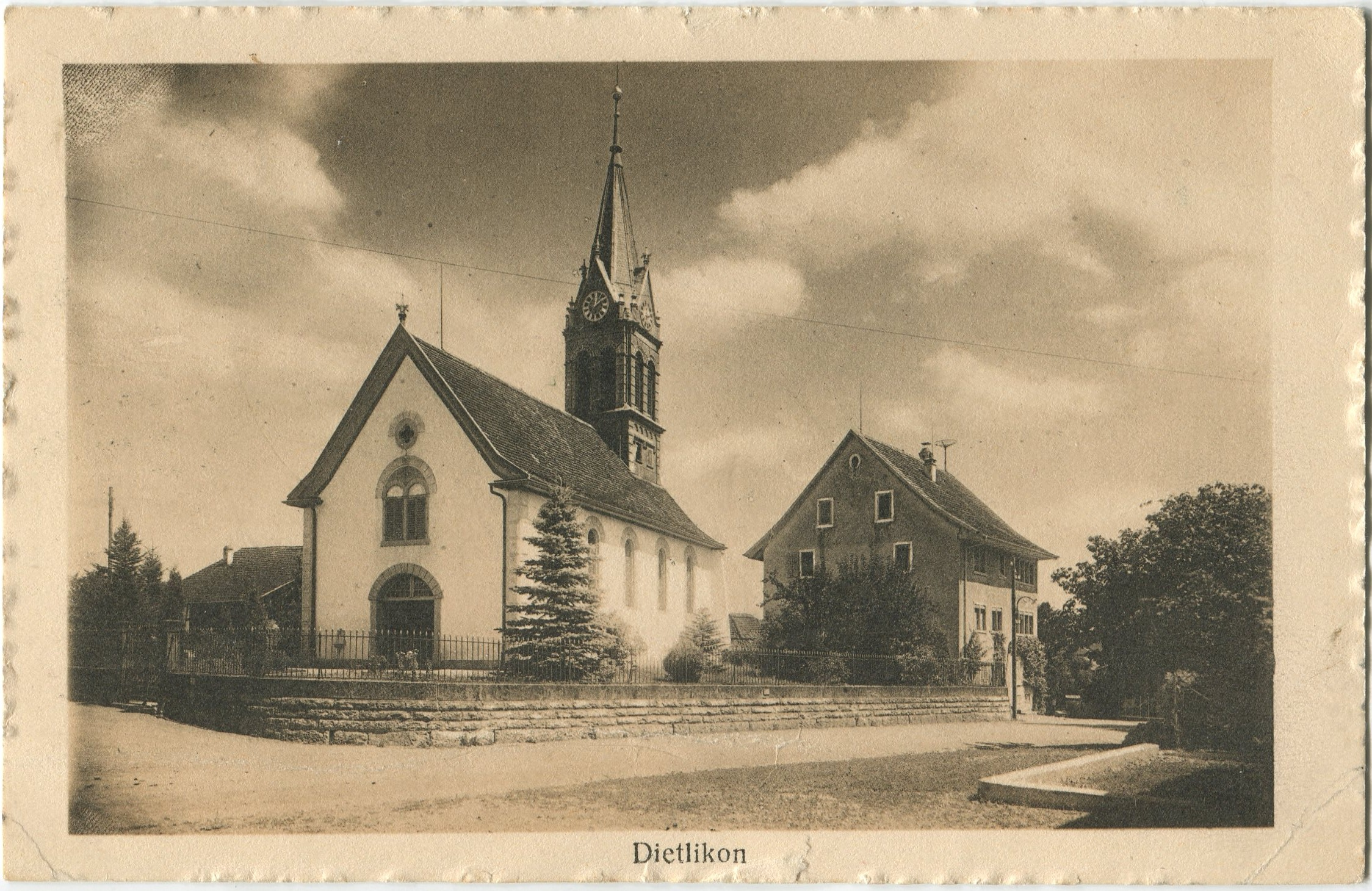
Kirche Dietlikon nach Renovation 1900, Poststempel 20.11.1907

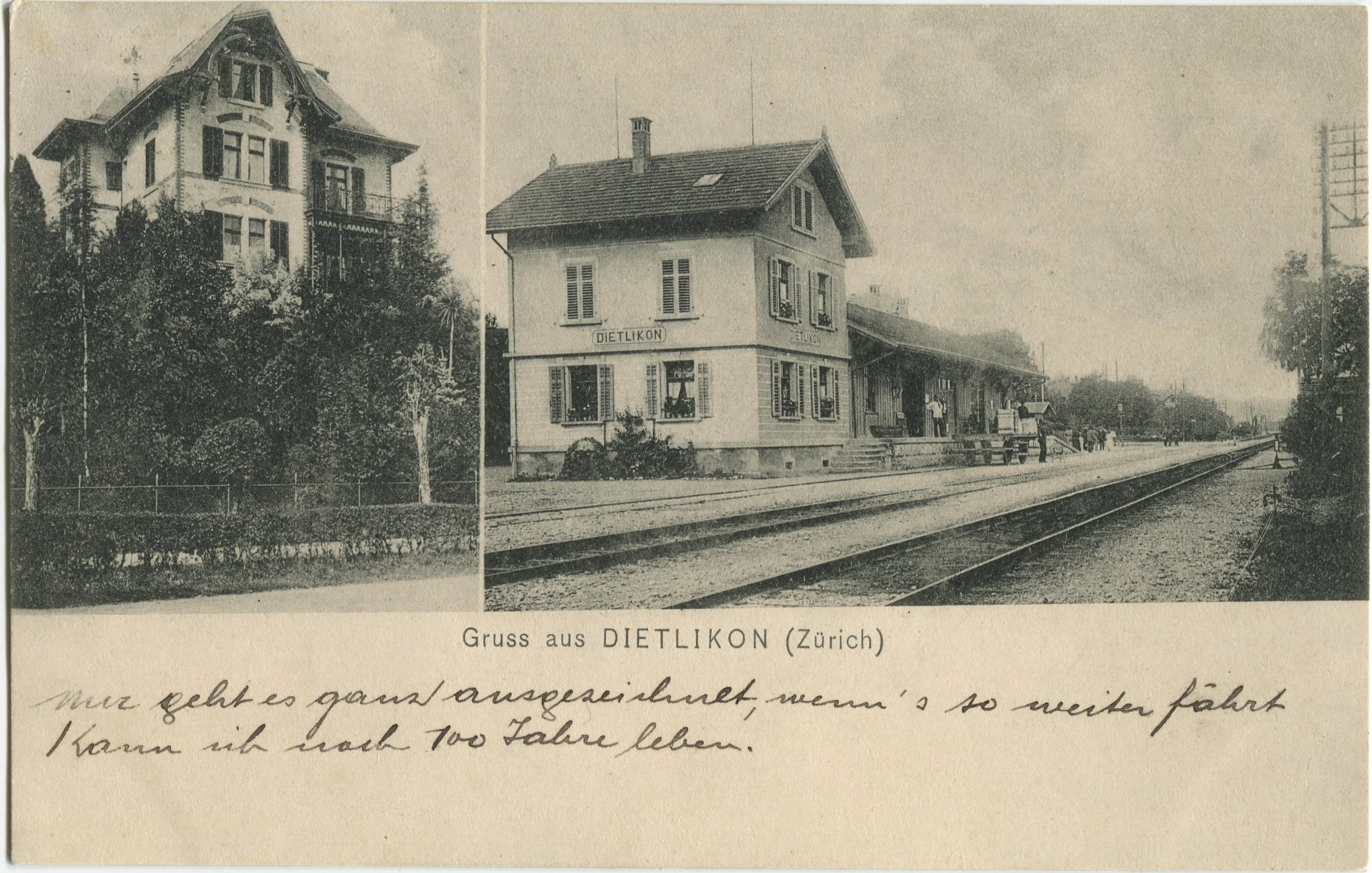
Bahnhof Dietlikon mit Villa Walder (Stand im heutigen Walderpark), Postkartenstempel 28.10.1908

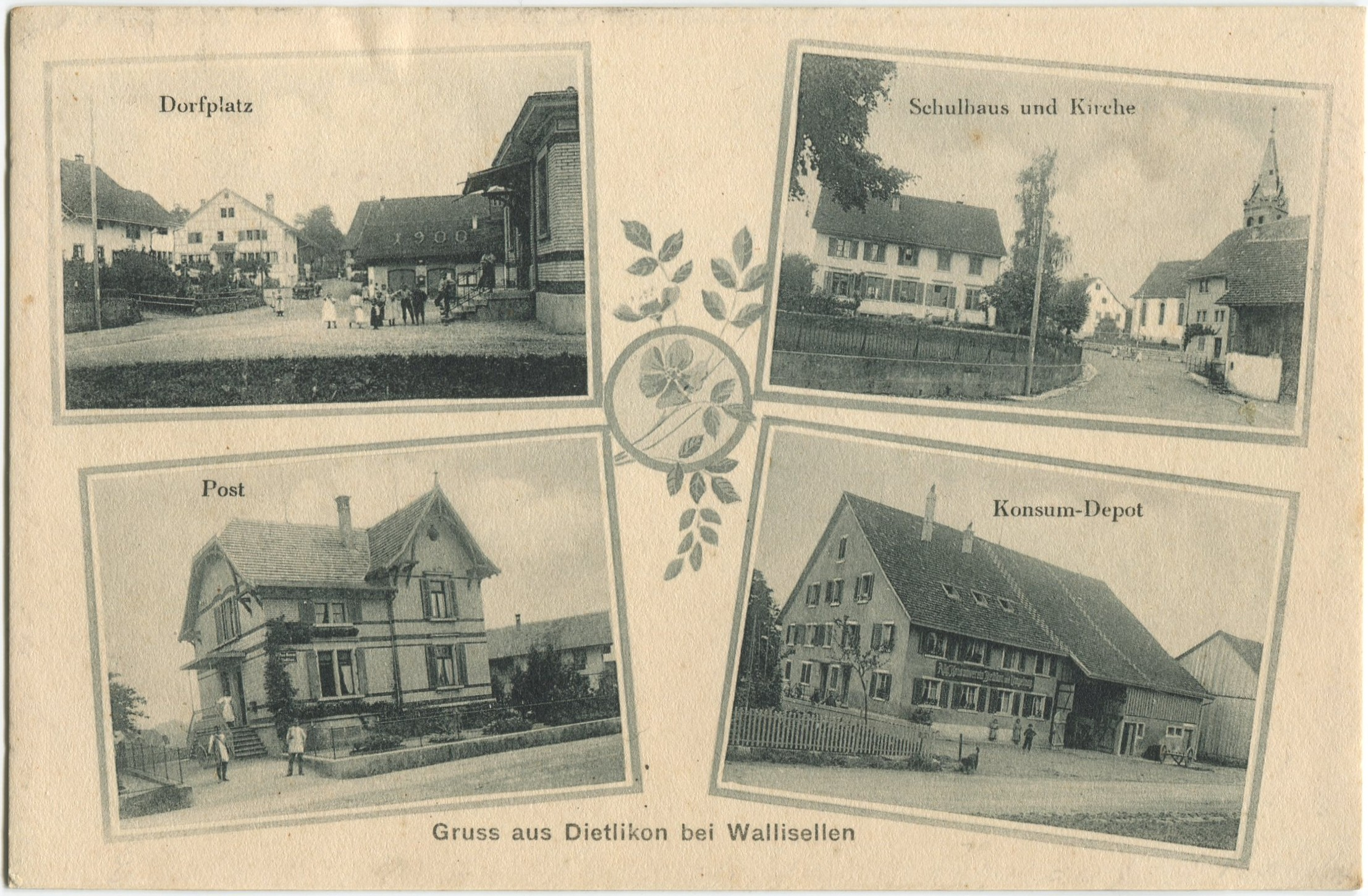
Gruss aus Dietlikon bei Wallisellen, Poststempel 02.03.1911

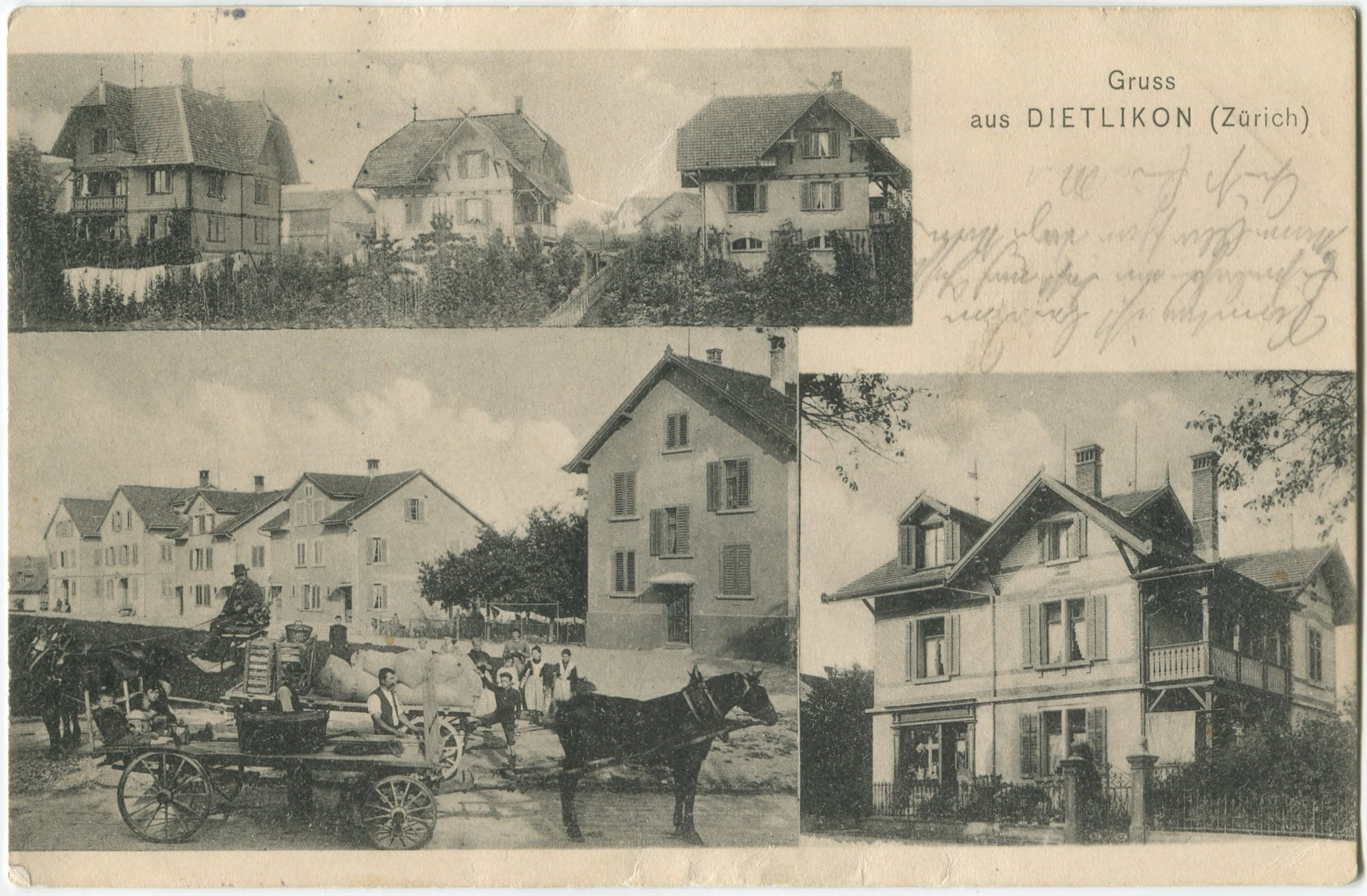
Häuser Zeile Chaletweg, unten links Blick von Bahnhofstrasse Richtung Säntisstrasse (Heutiges Postgebäude) Poststempel 17.12.1912

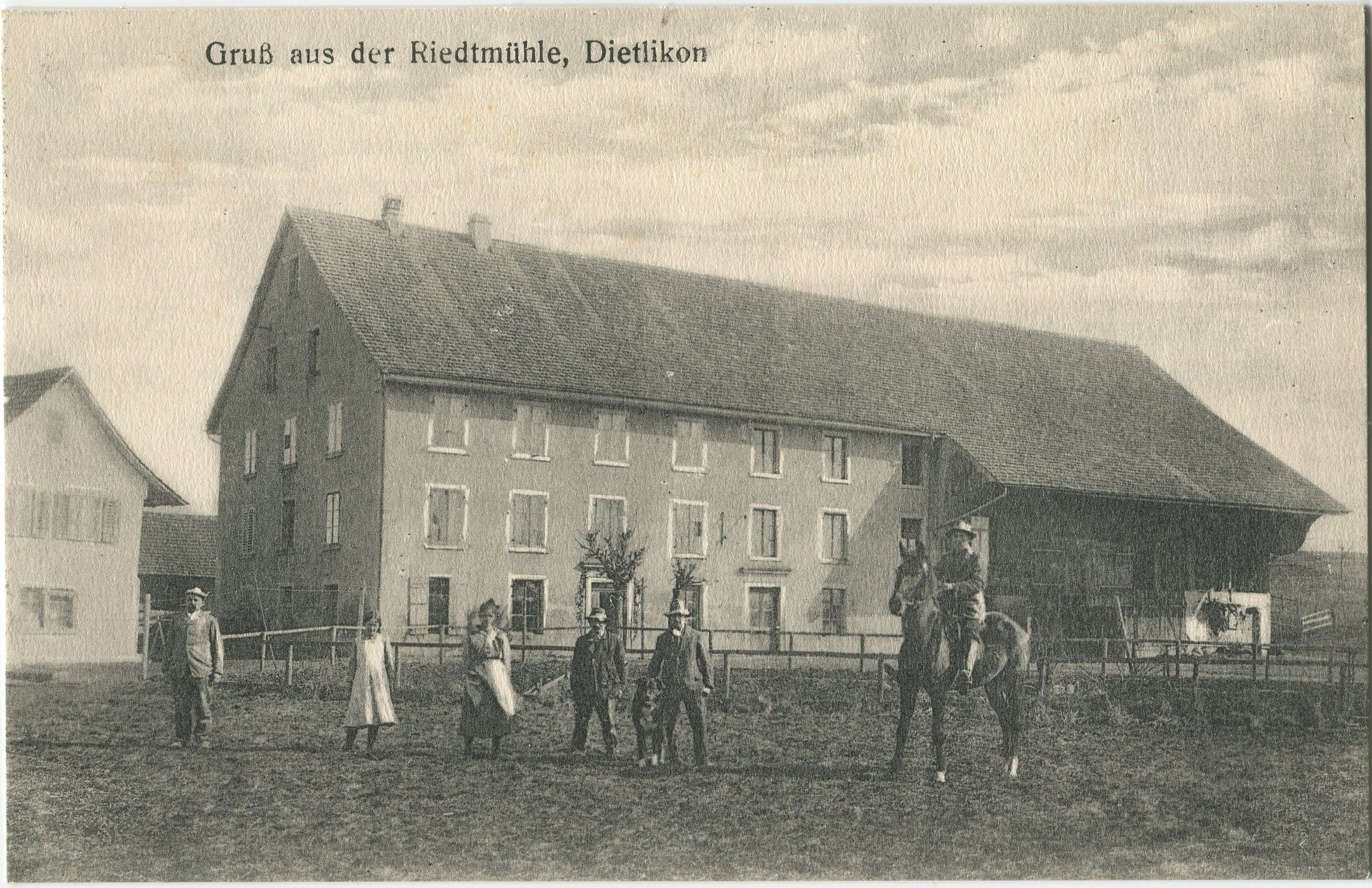
Riedmühle Dietlikon

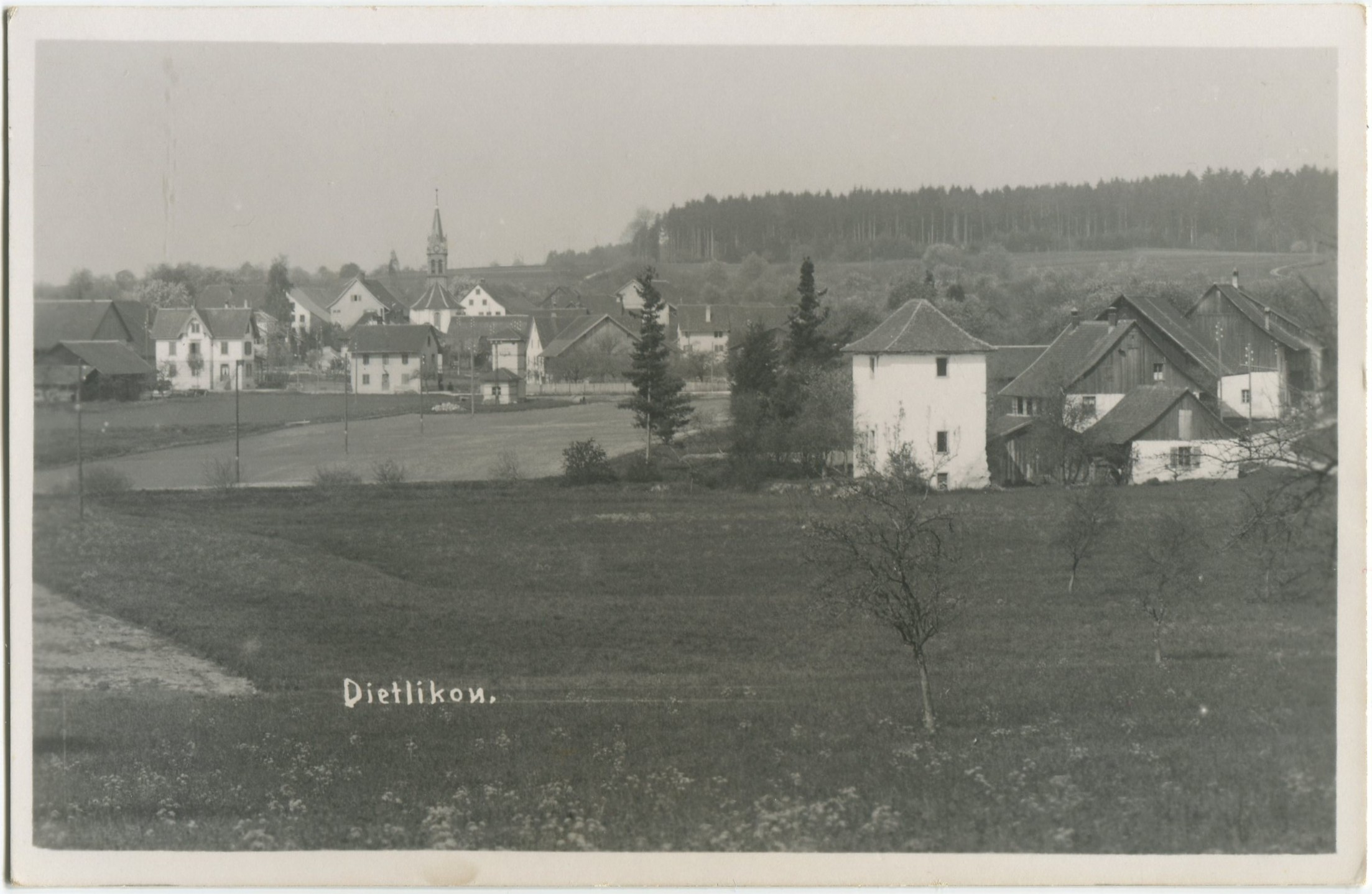
Dietlikon mit Sicht auf den Bleicheturm (steht heute noch an der Riedmühlestrasse 16) und Richtung Dorfkern

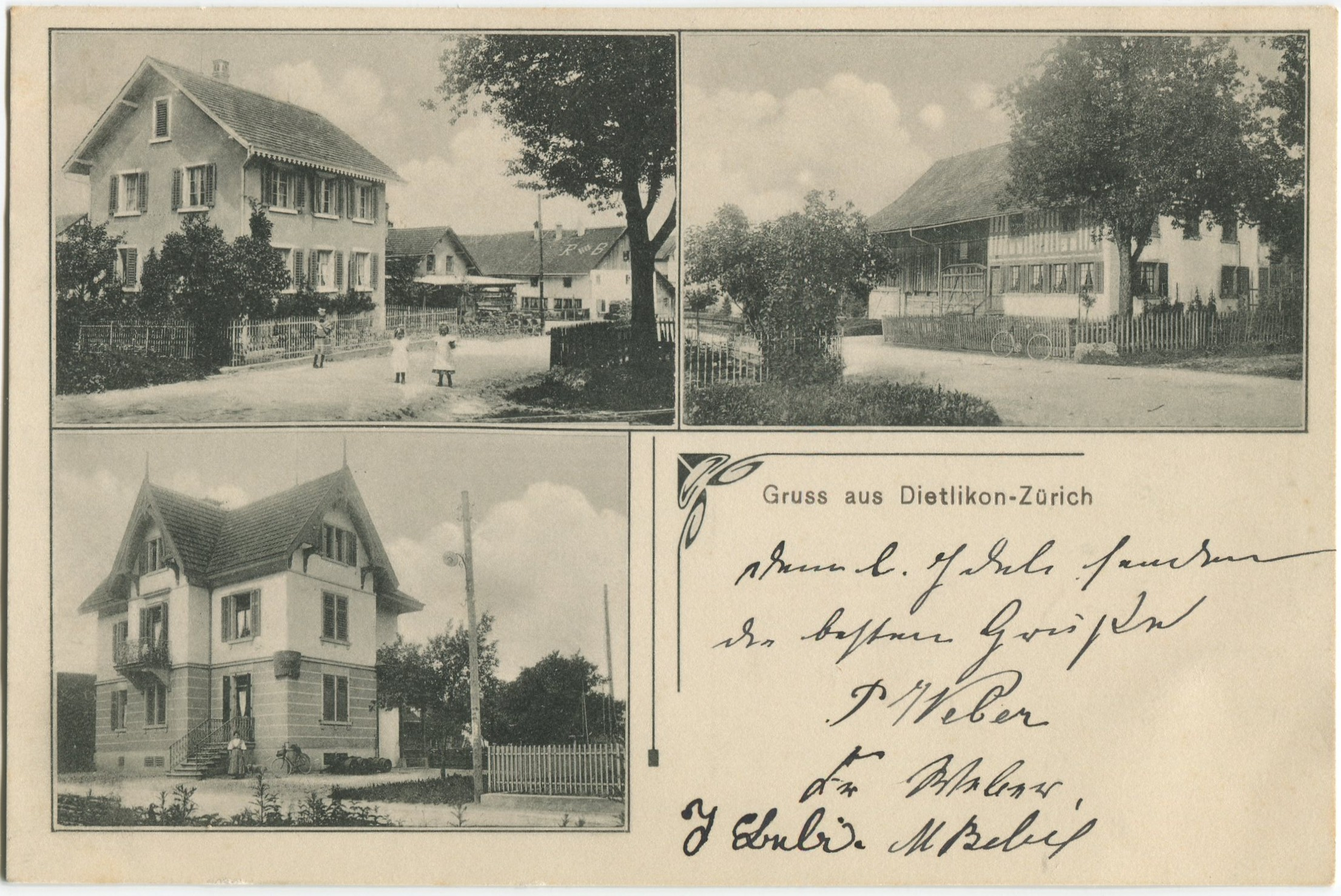
Oben Links Bahnhofstrasse 57 unten links Bahnhofstrasse 61, Poststempel 30.08.1912

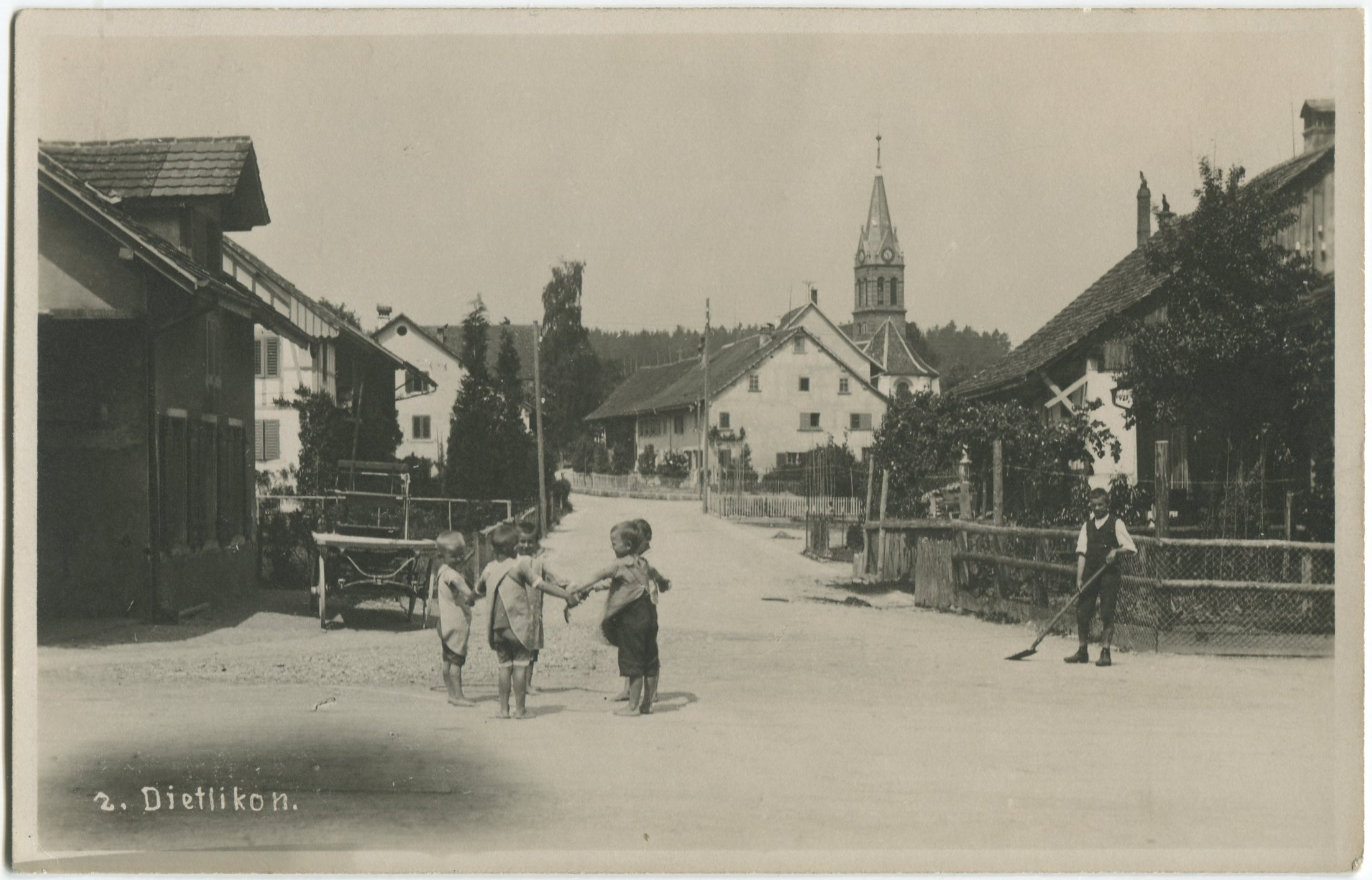
Alte Lauertstrasse heute Dorfstrasse Blick von Bahnhofstrasse Richtung Kirche

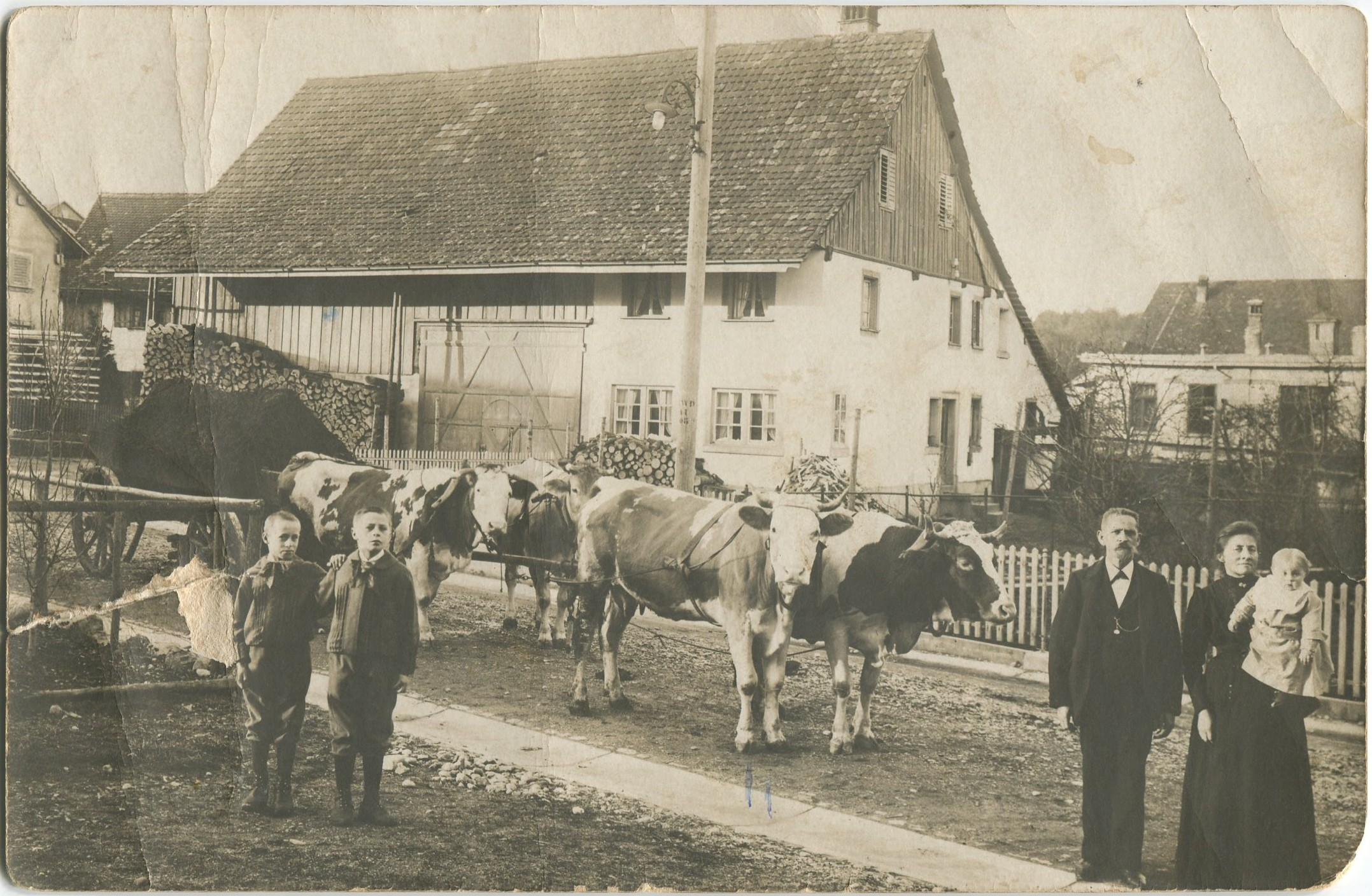
Bauernhaus an der Dorfstrasse Heute Schulhaustrakt 1, am 3. Mai 1915 abgebrannt

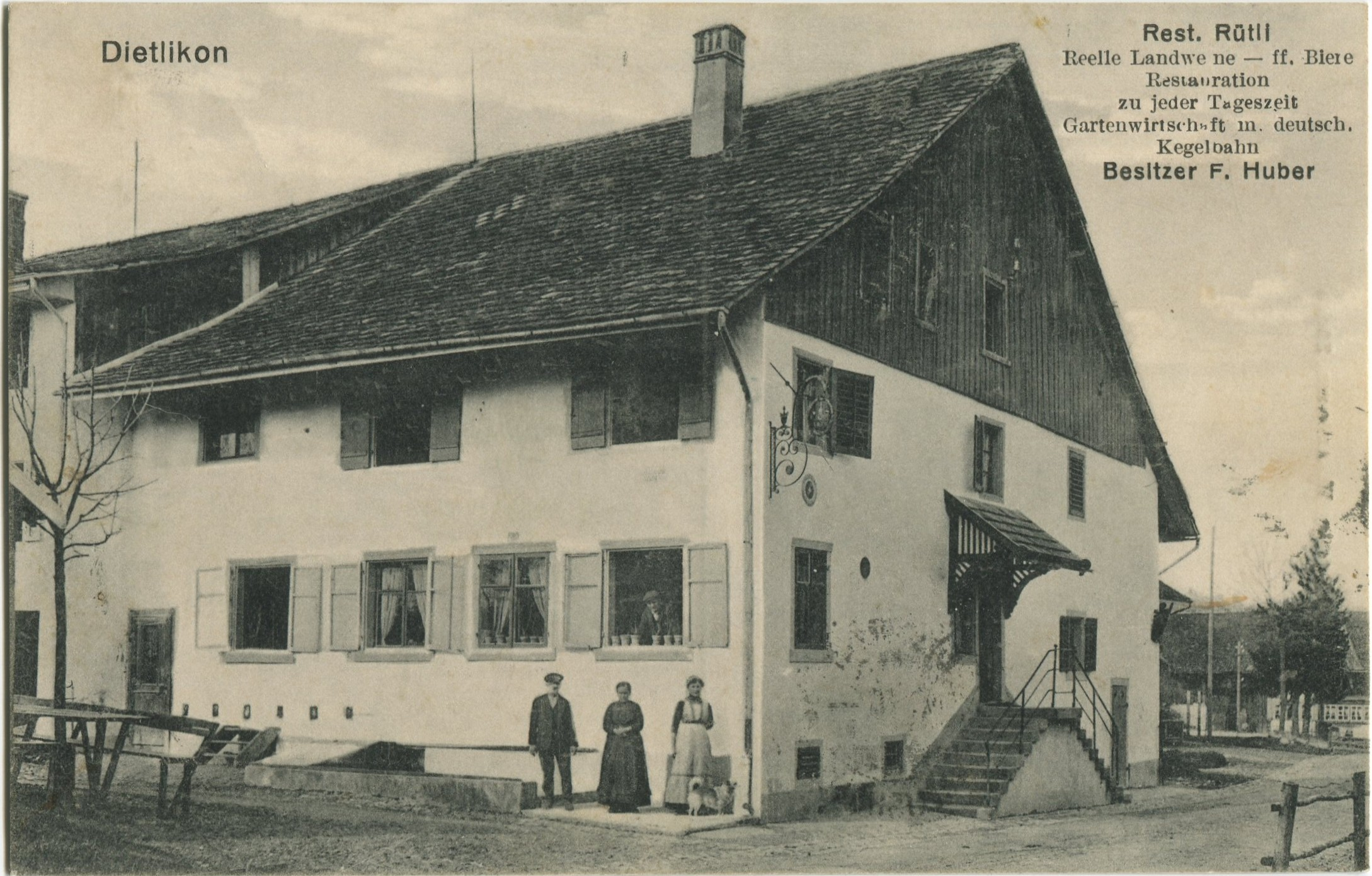
Restaurant Rütli, Postkartenstempel 07.09.1918

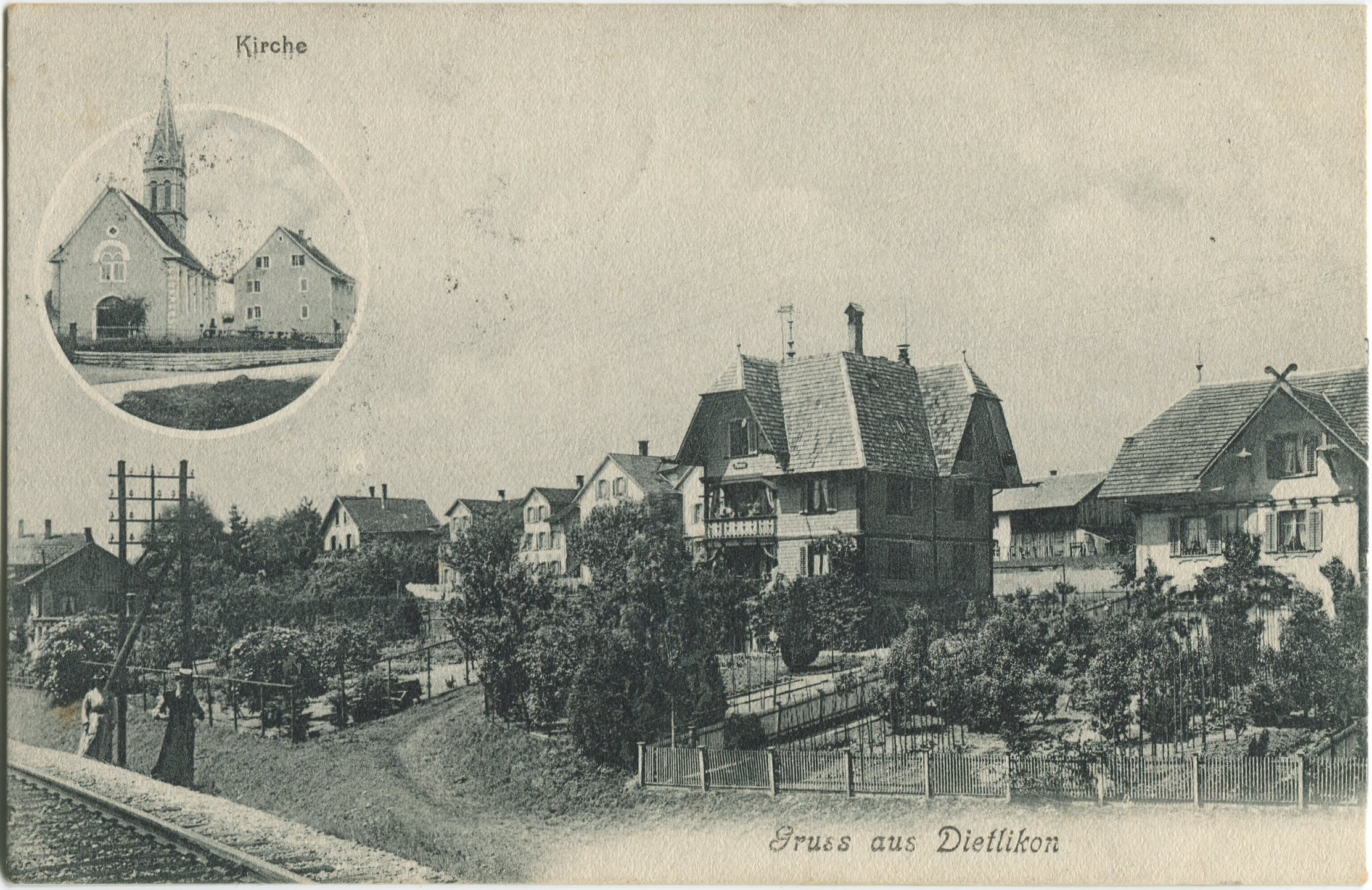
Dietlikon, Chaletweg vom Bahndamm aus, vermutlich vor 1920, da die Bahnstrecke noch nicht elektrifiziert ist.

## Einzelnachweise

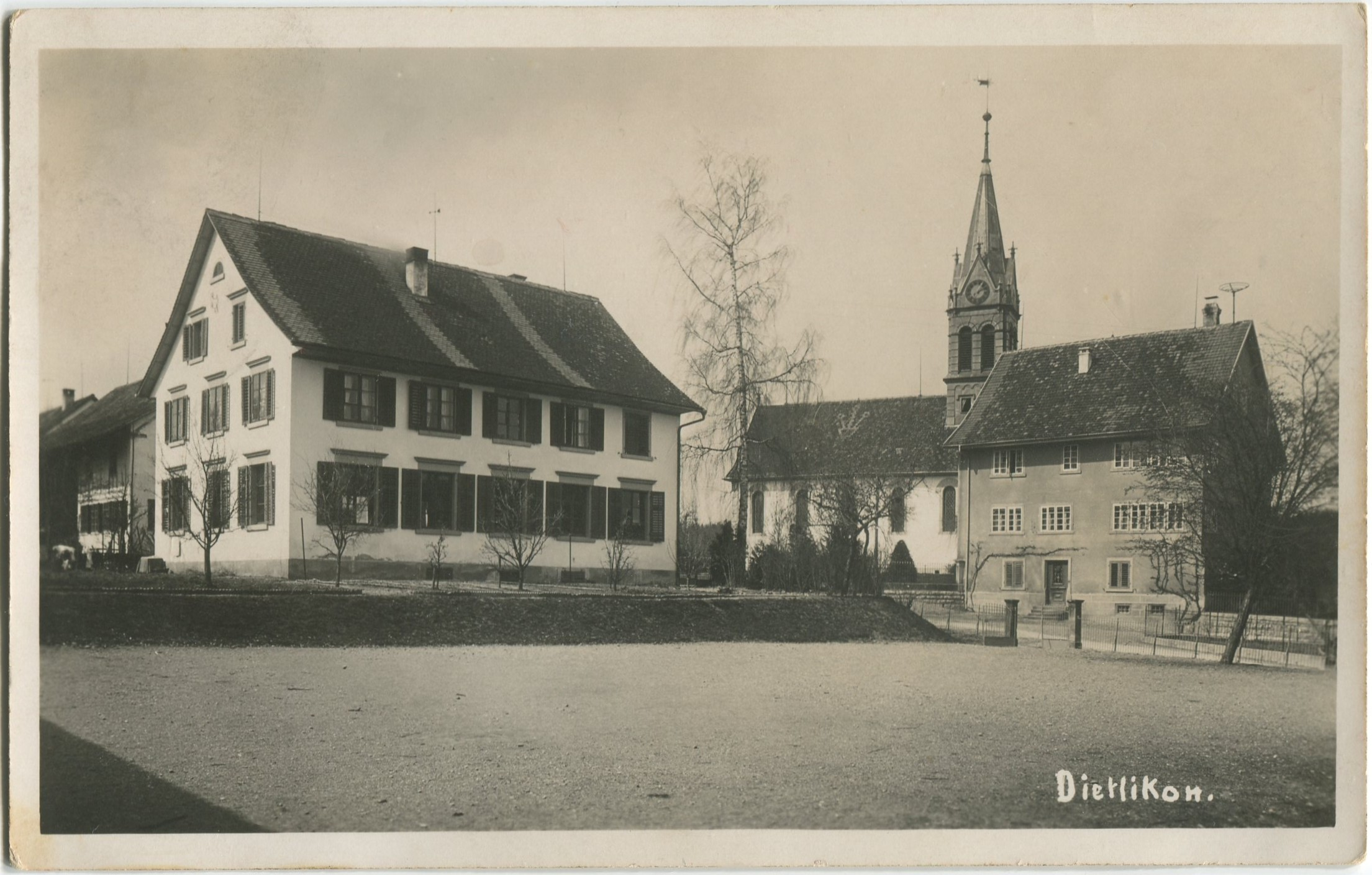
Dietlikon mit altem Gemeindehaus, Kirche und Pfarrhaus vor 1922

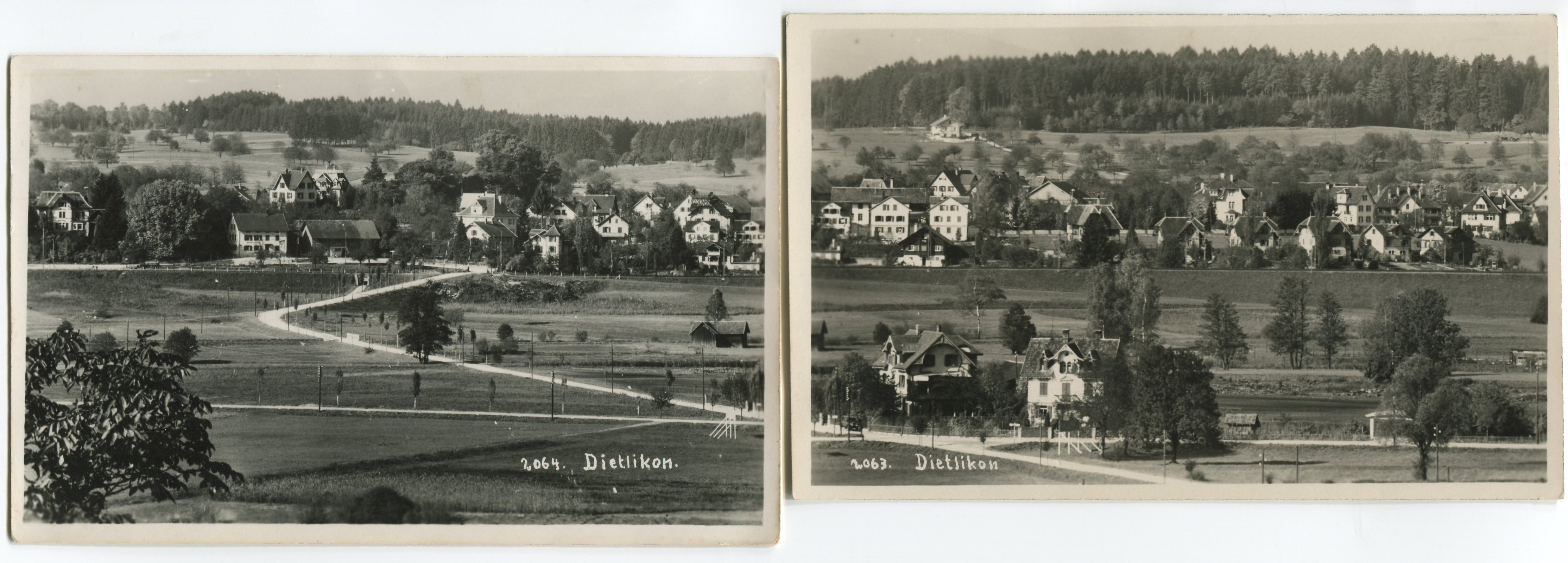
Panorama von Brüttisellen Richtung Dietlikon um 1930

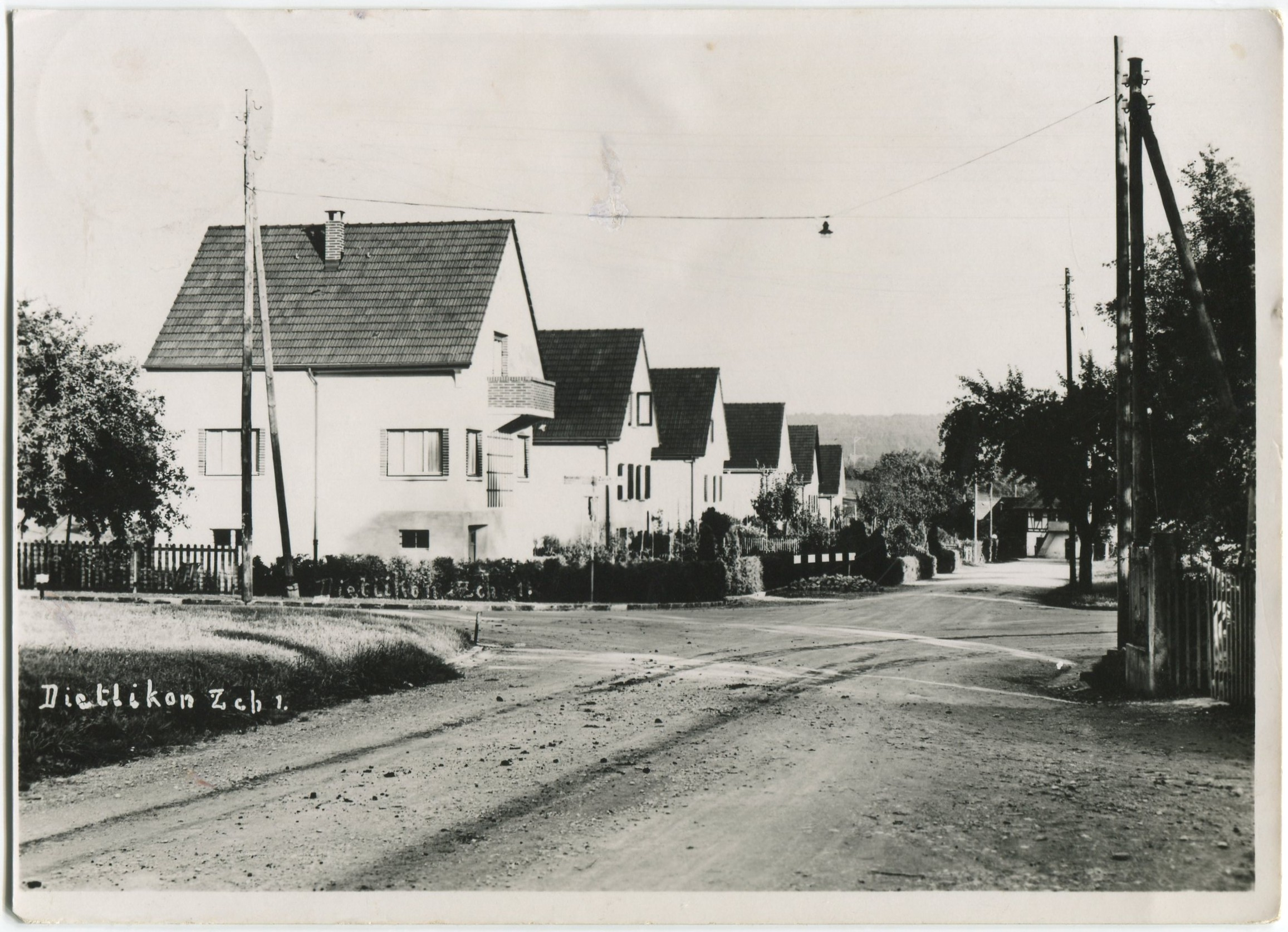
Dietlikon, Blick von Klotener Richtung Riedmühlestrasse um 1940

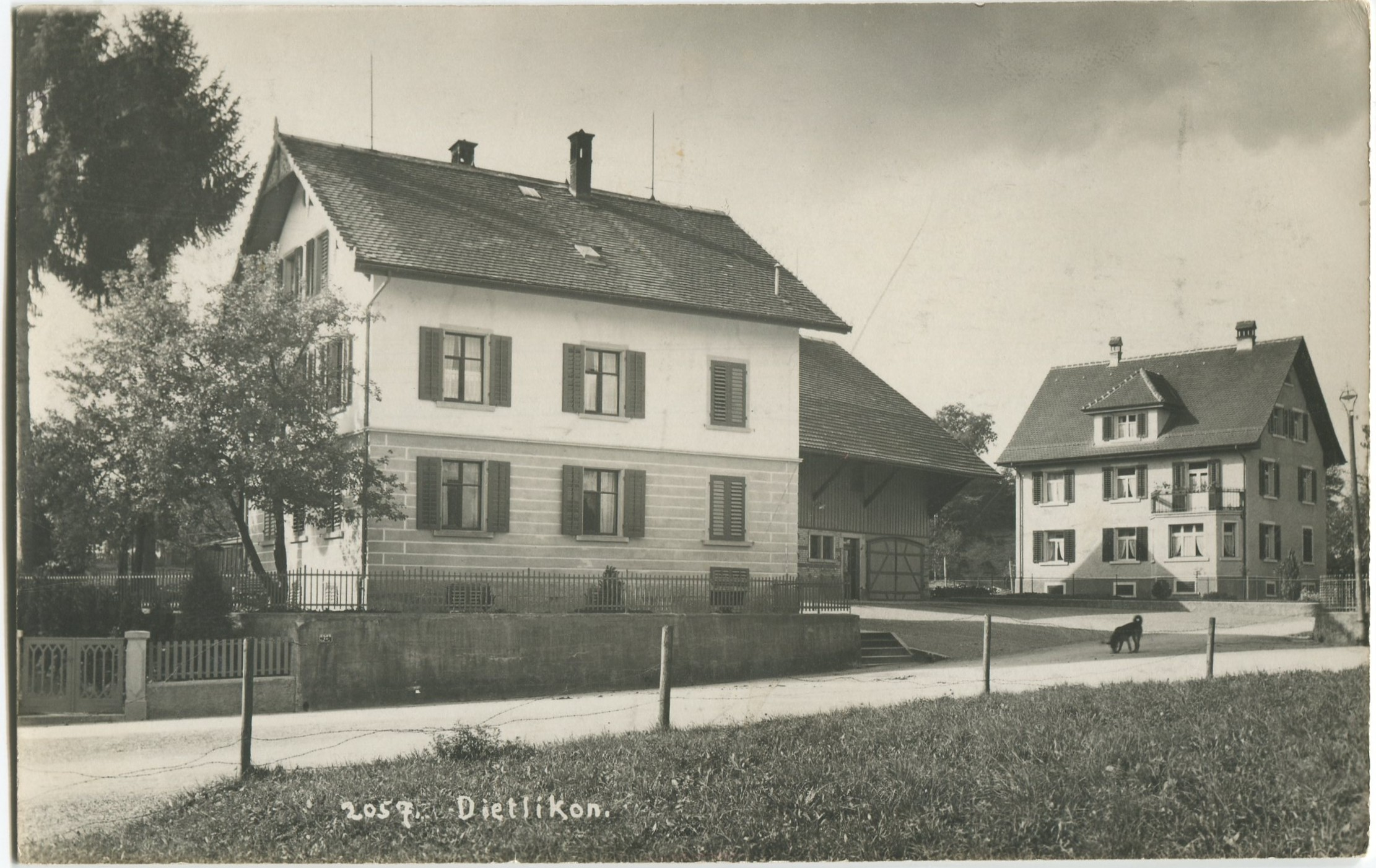
Dietlikon, Blick auf das heutige Coopareal an der Bahnhofstrasse. Um 1945

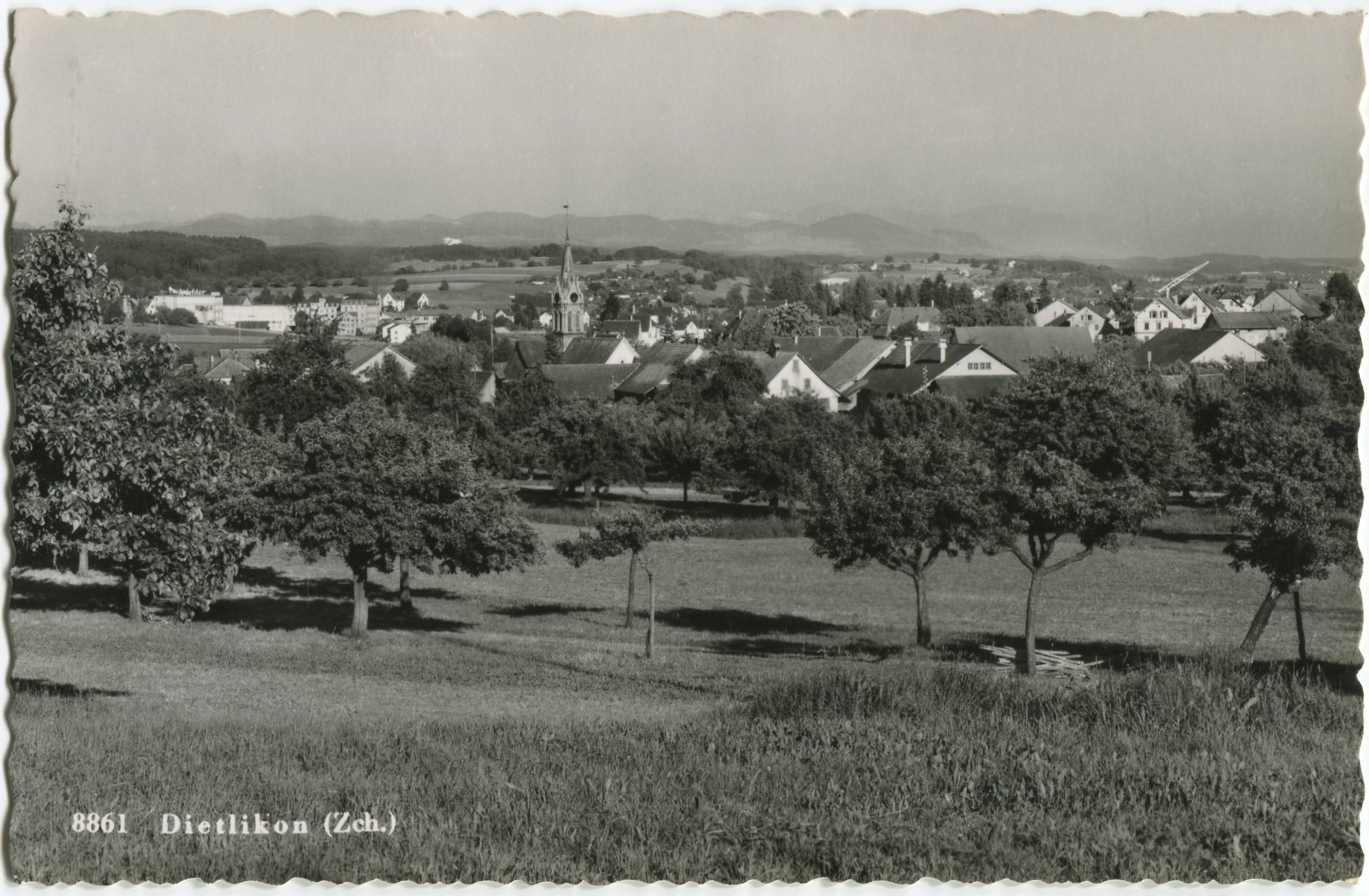
Blick von der Breiti Richtung reformierte Kirche, vor 1950

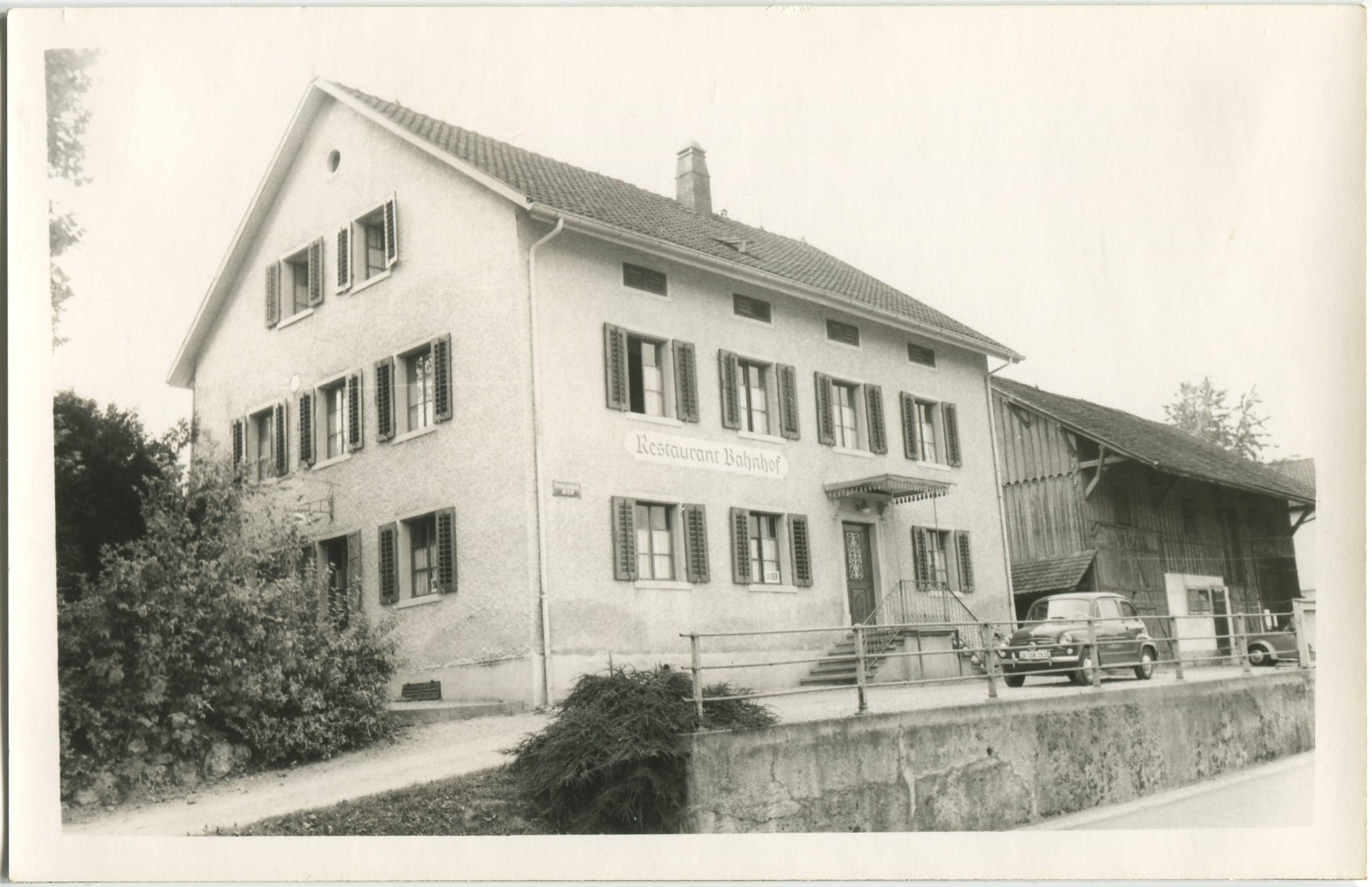
Restaurant Bahnhof um 1955, heute Bahnhofstrasse 33